# Giải cờ vua Pearl Spring
Giải cờ vua Pearl Spring (theo địa điểm thi đấu), hay còn có tên là Giải cờ vua Nam Kinh (theo thành phố) là một giải cờ vua thường niên được tổ chức từ năm 2008 tại Nam Kinh, Trung Quốc. Từ khi bắt đầu đến nay mỗi năm giải mời 6 đại kiện tướng hàng đầu (thường có hệ số điểm Elo trên 2700) tham dự, thi đấu theo thể thức vòng tròn 2 lượt. Địa điểm thi đấu tại khách sạn Pearl Spring (Suối Ngọc) ở Nam Kinh.
Theo trang web ChessVibes, Silvio Danailov, huấn luyện viên và nhà quản lý của Veselin Topalov, phát biểu ở giải lần đầu tiên rằng giải đấu "đảm bảo tồn tại trong 5 năm tới và gia nhập vào hệ thống Grand Slam cờ vua [năm 2009]."

## Chi tiết các giải đấu

### Giải cờ vua Pearl Spring 2008
Giải đấu đầu tiên tổ chức từ ngày 11 đến 22 tháng 12 năm 2008, với sự tham dự của các kì thủ: Veselin Topalov (Elo 2791, số 1 thế giới); Vassily Ivanchuk (2786, số 3); Levon Aronian (2757, số 7); Sergei Movsesian (2732, số 13); Peter Svidler (2727, số 17) và đại diện nước chủ nhà Bốc Tường Chí (2714, số 26). Với hệ số Elo trung bình là 2751,6, giải đấu thuộc nhóm 21 và là giải đấu có trình độ cao nhất từng tổ chức ở Trung Quốc. Khách mời của giải đấu có chủ tịch FIDE Kirsan Ilyumzhinov, các chủ tịch của Liên minh cờ vua châu Âu và Liên đoàn cờ vua châu Á.
Topalov vô địch (không thua ván nào) với khoảng cách 1½ điểm so với người về nhì là Aronian. Giải thưởng cho nhà vô địch là 80 000 € trong tổng giải thưởng 250 000 €.
| Thứ hạng | Kì thủ           | 1   | 2   | 3   | 4   | 5   | 6   | Điểm |
| -------- | ---------------- | --- | --- | --- | --- | --- | --- | ---- |
| 1        | Veselin Topalov  | * * | ½ 1 | ½ ½ | 1 1 | ½ 1 | ½ ½ | 7    |
| 2        | Levon Aronian    | ½ 0 | * * | ½ ½ | ½ ½ | 1 1 | ½ ½ | 5½   |
| 3        | Bốc Tường Chí    | ½ ½ | ½ ½ | * * | ½ 0 | ½ 0 | 1 1 | 5    |
| 4        | Peter Svidler    | 0 0 | ½ ½ | ½ 1 | * * | ½ ½ | 0 1 | 4½   |
| 5        | Vassily Ivanchuk | ½ 0 | 0 0 | ½ 1 | ½ ½ | * * | ½ ½ | 4    |
| 6        | Sergei Movsesian | ½ ½ | ½ ½ | 0 0 | 1 0 | ½ ½ | * * | 4    |

### Giải cờ vua Pearl Spring 2009
Giải đấu năm 2009 tổ chức từ ngày 27 tháng 9 đến 9 tháng 10 với sự tham gia của Veselin Topalov (Elo 2813, số 1 thế giới), Magnus Carlsen (2772, số 5), Peter Leko (2762, số 6), Teimour Radjabov (2757, số 7), Dmitry Jakovenko (2742, số 11) và đấu thủ chủ nhà Vương Nguyệt (2736, số 15). Với hệ số Elo trung bình là 2763,6 , giải đấu thuộc nhóm 21. Đây là giải đấu đầu tiên của chuỗi giải Grand Slam cờ vua 2009–2010.
Carlsen xuất sắc giành chức vô địch với số điểm ấn tượng là 8 / 10 ván (thắng 6 hoà 4), giành chiến thắng ở tất cả các ván cầm trắng (đi trước), hơn người xếp thứ hai là Topalov 2½ điểm (là một khoảng cách lớn ở những giải đấu đỉnh cao như giải này). Ngoài các trận thắng của Carlsen, giải đấu chỉ có 3 trận phân định thắng thua, trong đó Topalov thắng 2 trận.
| TT | Kì thủ           | ELO  | CAR | CAR | TOP | TOP | VUO | VUO | RAD | RAD | LEK | LEK | JAK | JAK | Điểm | Chỉ số phụ |
| -- | ---------------- | ---- | --- | --- | --- | --- | --- | --- | --- | --- | --- | --- | --- | --- | ---- | ---------- |
| 1  | Magnus Carlsen   | 2772 |     |     | 1   | ½   | 1   | ½   | 1   | ½   | 1   | ½   | 1   | 1   | 8    |            |
| 2  | Veselin Topalov  | 2813 | ½   | 0   |     |     | ½   | 1   | ½   | 1   | ½   | ½   | ½   | ½   | 5½   |            |
| 3  | Vương Nguyệt     | 2736 | ½   | 0   | ½   | ½   |     |     | ½   | ½   | ½   | ½   | ½   | ½   | 4½   |            |
| 4  | Teimour Radjabov | 2757 | ½   | 0   | ½   | ½   | ½   | ½   |     |     | ½   | ½   | ½   | 0   | 4    | 20,00      |
| 5  | Peter Leko       | 2762 | ½   | 0   | 0   | ½   | ½   | ½   | ½   | ½   |     |     | ½   | ½   | 4    | 19,25      |
| 6  | Dmitry Jakovenko | 2742 | 0   | 0   | 0   | ½   | ½   | ½   | 1   | ½   | ½   | ½   |     |     | 4    | 17,25      |
Nguồn: Cập nhật giải đấu Lưu trữ ngày 3 tháng 10 năm 2009 tại Wayback Machine (tiếng Anh) 